# Iksa
L'Iksa (en russe : Икса) est une rivière de Russie qui coule dans l'oblast de Tomsk en Sibérie occidentale. C'est un affluent en rive droite de la rivière Tchaïa, donc un sous-affluent de l'Ob.

## Géographie
Le bassin versant de l'Iksa a une superficie de 6 130 km2 (surface de taille équivalente à celle d'un département français moyen tel l'Oise ou la Seine-Maritime, ou encore à la superficie du canton suisse de Berne). Sa longueur est de 430 kilomètres. Son débit moyen à son point de confluence est de 18 m3/s.  
L'Iksa prend sa source dans la région sud des marais de Vassiougan, vaste zone recouvrant le centre de la grande plaine de Sibérie occidentale. Elle naît dans l'extrême sud de l'oblast de Tomsk, tout près de la limite avec l'oblast de Novossibirsk.
Après sa naissance, la rivière s'oriente d'abord vers le nord-est. Après une centaine de kilomètres, elle effectue une boucle qui lui fait prendre la direction du nord, qu'elle maintient durant le reste de son parcours de 430 kilomètres. Elle traverse des zones très peu peuplées et recouverte par l'immense forêt sibérienne. Elle termine sa route en se jetant dans la Tchaïa en rive droite, un peu en amont de la localité de Podgornoïe.

## Hydrométrie - Les débits mensuels à Kopanoïe Ozero
Le débit de l'Iksa a été observé pendant 32 ans (durant la période 1965-2000) à Kopanoïe Ozero, localité située à 68 kilomètres en amont de son confluent avec la Tchaïa. 
Le débit inter annuel moyen ou module observé à Kopanoïe Ozero durant cette période était de 15,1 m3/s pour une surface de drainage de 5 210 km2, soit plus ou moins 86,5 % du bassin versant de la rivière. La lame d'eau écoulée dans ce bassin se monte ainsi à 91 millimètres par an, ce qui peut être considéré comme médiocre, même dans le contexte du bassin de l'Ob, caractérisé par un écoulement modéré.
Rivière alimentée en grande partie par la fonte des neiges, l'Iksa est un cours d'eau de régime nivo-pluvial. 
Les hautes eaux se déroulent au printemps, aux mois de mai et de juin, ce qui correspond au dégel et à la fonte des neiges de son bassin. Dès le mois de juin, le débit baisse très fortement, ce qui se confirme en juillet et août. Puis il se stabilise en automne, mais à un niveau assez faible. En octobre on observe cependant un petit rebond de faible ampleur, lié aux précipitations automnales.
Dès le mois de décembre, le débit de la rivière baisse à nouveau, ce qui constitue le début de la période des basses eaux. Celle-ci a lieu de décembre à mars inclus et correspond aux grands froids et aux gels intenses de l'hiver sibérien qui envahissent toute la région. 
Le débit moyen mensuel observé en mars (minimum d'étiage) est de 3,34 m3/s, soit à peine plus de 4 % du débit moyen du mois de mai, maximum de l'année (81 m3/s), ce qui montre l'amplitude très importante des variations saisonnières. Sur la durée d'observation de 32 ans, le débit mensuel minimal a été de 2,20 m3/s en mars 1967 et en février 1969, tandis que le débit mensuel maximal s'élevait à 223 m3/s en mai 1979.
En considérant la seule période estivale, libre de glaces (de mai à octobre inclus), le débit mensuel minimal observé a été de 2,85 m3/s en août 1989.